# Resolutie 608 Veiligheidsraad Verenigde Naties
Resolutie 608 van de Veiligheidsraad van de Verenigde Naties werd op 14 januari 1988 aangenomen met veertien stemmen voor en één onthouding, van de Verenigde Staten. De resolutie vroeg Israël de deportatie van Palestijnen uit de bezette gebieden te stoppen en al gedeporteerde Palestijnen te laten terugkeren.

## Achtergrond
Tijdens de Zesdaagse Oorlog bezette Israël verschillende stukken grondgebied van zijn tegenstanders, waarvan het een deel annexeerde. Rond de jaarwisseling van 1988 brak geweld uit in de Gazastrook en de Westelijke Jordaanoever. Israël greep in met harde maatregelen. Eén daarvan was deportatie naar Zuidelijk Libanon. Dergelijke straf is echter in strijd met de internationale wet en de Vierde Geneefse Conventie in het bijzonder.

## Inhoud
De Veiligheidsraad:
- Herinnert aan resolutie 607.
- Betreurt ten zeerste dat Israël toch Palestijnse burgers heeft gedeporteerd.

1. Roept Israël op om het bevel tot de deportaties in te trekken en de reeds gedeporteerden te laten terugkeren.
2. Vraagt Israël om geen andere burgers in de bezette gebieden meer te deporteren.
3. Besluit de situatie in de bezette gebieden in de gaten te houden.

Lijst ·  607 ·  608 ·  609 ·  610 ·  611 ·  612 ·  613 ·  614 ·  615 ·  616 ·  617 ·  618 ·  619 ·  620 ·  621 ·  622 ·  623 ·  624 ·  625 ·  626